# 达讷马里叙克雷特
达讷马里叙克雷特（法語：Dannemarie-sur-Crète，法語發音：[danmaʁi syʁ kʁɛt]）是法国杜省的一个市镇，位于该省西部，属于贝桑松区。

## 地名
法语地名中介词“sur”（意为“在……上”）常接河名，译作“在……河畔”，但此处的“Crète”并非河名，而是“crête”的讹变，意为“山脊”。

## 地理
达讷马里叙克雷特（47°12'22"N, 5°51'56"E）面积4.06 平方千米，位于法国勃艮第-弗朗什-孔泰大區杜省，该省份为法国东部内陆省份，北起上索恩省，西接汝拉省，东部及东南部与瑞士接壤，东北部与贝尔福地区省接壤。
与达讷马里叙克雷特接壤的市镇（或旧市镇、城区）包括：维莱比宗、普耶弗朗赛、圣维特、沃莱姆埃萨尔、舍莫丹和沃。
达讷马里叙克雷特的时区为UTC+01:00、UTC+02:00（夏令时）。

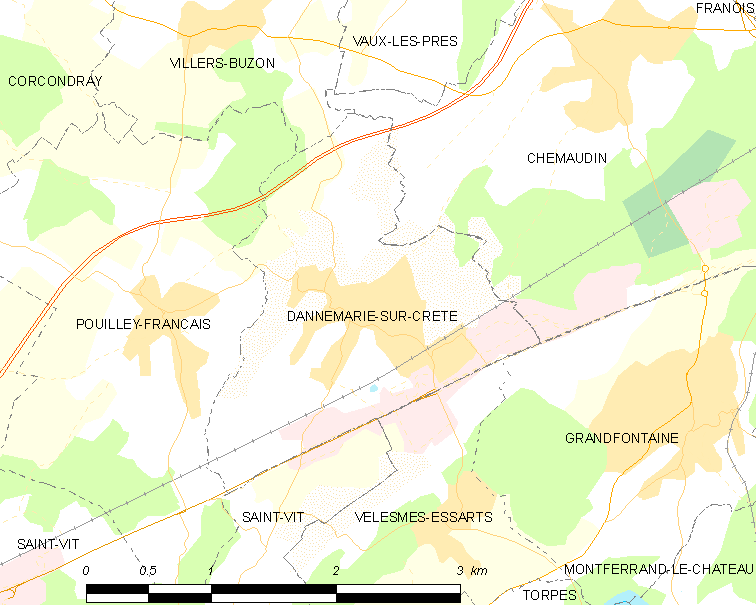
达讷马里叙克雷特的OSM定位图

## 行政
达讷马里叙克雷特的邮政编码为25410，INSEE市镇编码为25195。

## 政治
达讷马里叙克雷特所属的省级选区为贝桑松第一县。

## 人口

1962-2008年间达讷马里叙克雷特人口变化图示

达讷马里叙克雷特于2022年1月1日时的人口数量为1503人。